# Pedro Mibielli
Pedro Afonso Mibielli (Encruzilhada do Sul, 6 de julho de 1866 — Rio de Janeiro, 8 de setembro de 1945) foi um advogado, magistrado e político brasileiro.
Filho de Afonso Mibielli da Fontoura e Leopoldina Josefina Prates, formou-se na Faculdade de Direito de São Paulo (atual FD-USP) em 4 de dezembro de 1886, sendo depois juiz, chefe de polícia e desembargador no Rio Grande do Sul. 
Foi eleito deputado estadual à 23ª Legislatura da Assembleia Legislativa do Rio Grande do Sul, de 1897 a 1901. 
Foi ministro do Supremo Tribunal Federal entre 13 de novembro de 1912 e 18 de fevereiro de 1931. Foi aposentado pelo Decreto nº 19.711, de 18 de fevereiro de 1931, ato discricionário do Chefe do Governo Provisório.